# Museum Winnweiler – Jüdisches Museum der Nordpfalz
Als Museum Winnweiler – Jüdisches Museum der Nordpfalz wird ein Museum der Gemeinde Winnweiler bezeichnet, das vier Schwerpunkte hat. Sein Gebäude steht unter Denkmalschutz.

## Ausrichtung
Der Hauptschwerpunkt des Museums ist die Geschichte des Judentums in der Nordpfalz, damit ist es eines von zwei jüdischen Museen in der Nordpfalz, das andere ist das Jüdische Museum in Steinbach am Glan. Die anderen drei Schwerpunkte sind Heimatkunde der Region, das Wirken und die Bedeutung der Familie Gienanth für die Eisenverarbeitung im Raum Winnweiler, und der Wartenberger Maler Ludwig Götz.

## Gebäude
Das Gebäude stellt einen eingeschossigen Putzbau dar und stammt aus der zweiten Hälfte des 18. Jahrhunderts. Ursprünglich fungierte es als Amtsschreiberei der Grafschaft Falkenstein.